# Rudolf Eduard Hauser

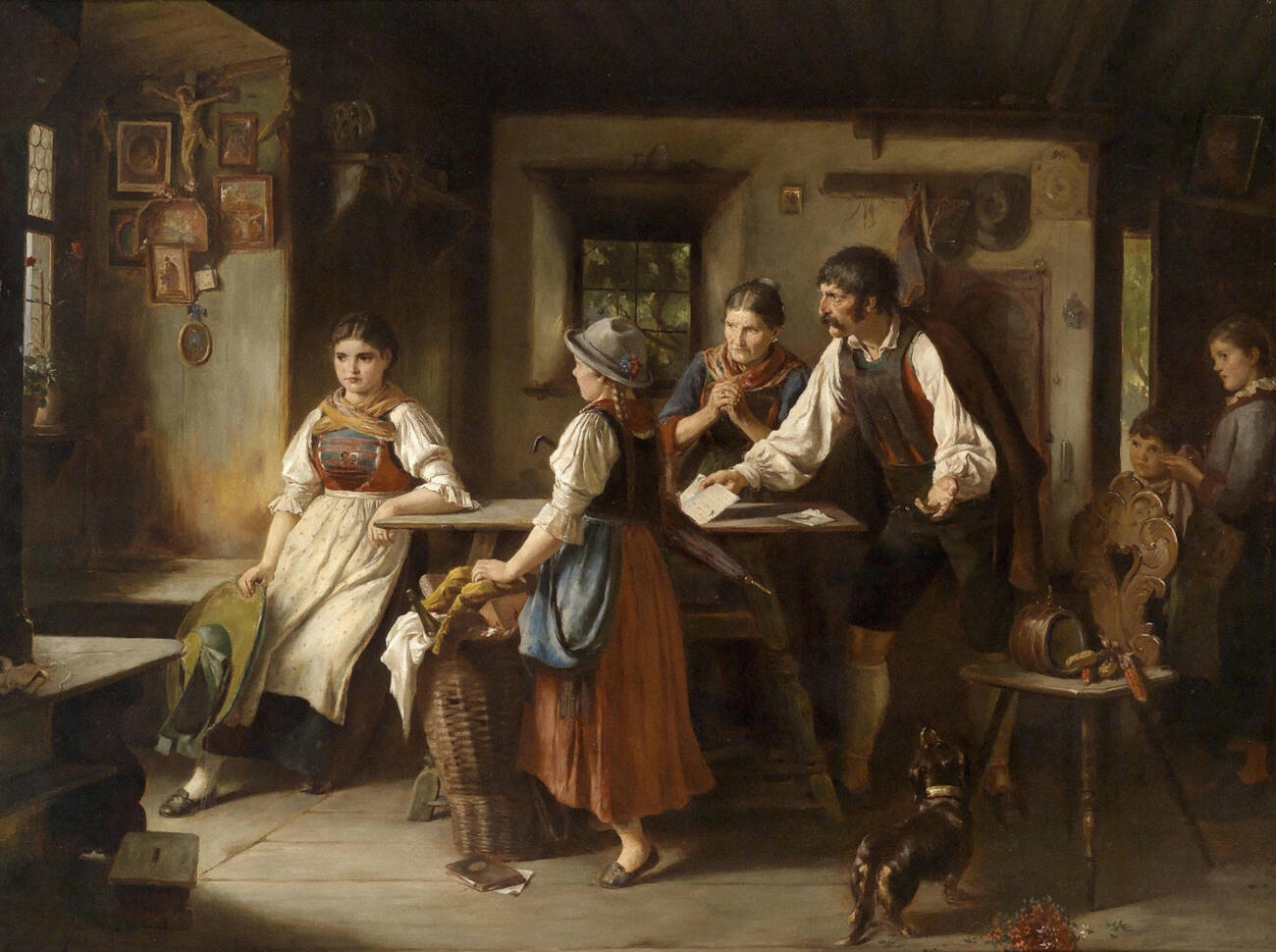
Der Brief

Rudolf Eduard Hauser (* 10. Juni 1818 in St. Gallen; † 4. März 1891 in Rorschach) war ein Schweizer Porträt- und Genremaler.
Hauser studierte ab dem 21. November 1837 an der Königlichen Akademie der Künste in München bei Wilhelm von Kaulbach. Nach dem Studium kehrte er nach St. Gallen zurück. Während seines Aufenthaltes in Rom 1849 malte er zwei Porträts von dem Freiheitskämpfer Giuseppe Garibaldi.